# Marcus Atius Balbus
Marcus Atius Balbus (105 - 51 v.Chr.) was een Romeins politicus uit de 1e eeuw v.Chr.
Hij was de zoon en erfgenaam van Marcus Atius Balbus de oudere. De Atii Balbi waren een plebejische familie afkomstig uit Aricia, het huidige Ariccia in de buurt van Rome, en hadden zich weten op te werken tot Romeinse senatoren. Zijn moeder was Pompeia, een zuster van Gnaeus Pompeius Strabo die consul was in 89 v.Chr. en de vader van Gnaeus Pompeius Magnus.
Marcus Atius Balbus groeide op in Aricia. Hij trouwde met Julia Caesaris minor, een zuster van Julius Caesar. Samen kregen ze drie dochters. Atia Balba Caesonia - De moeder van Octavianus, de latere keizer Augustus.
In 62 v.Chr. werd hij praetor en het jaar daarna was hij gouverneur van de provincie Sardinia. Onder het consulaat van Caesar 59 v.Chr. zat Atius Balbus samen met Pompeius in een commissie die land in Campania moest verdelen onder het gewone volk.